# الصندوق الدولي للعناية بالحيوان
الصندوق الدولي للعناية بالحيوان (بالإنجليزية: International Fund for Animal Welfare)‏ وتعرف بالاختصار باسم آيفاو (بالإنجليزية: IFAW)‏ وهي واحدة من أكبر منظمات رعاية الحيوان وحماية الحياة البرية وهي أيضاً منظمة خيرية وتدعو هذه المجموعة لإنقاذ وحماية الحيوانات في العالم. وقد تأسست هذه المنظمة في نيو برونزويك في كندا سنة 1969.